# Chrpovník lopuchový
Chrpovník lopuchový (Saussurea costus) je 1 až 2 m vysoká, vytrvalá, robustní léčivá rostlina řazená do širokého rodu chrpovník tvořeného 485 druhy. Je původní druh a endemit rostoucím v blízkosti Himálaje v Nepálu, indických svazových státech Himáčalpradéš a Džammú a Kašmír a v přilehlých pákistánských distriktech Ázád Kašmír a Gilgit-Baltistán.

## Ekologie
Vysokohorská bylina rostoucí na náhorních pastvinách nebo ve světlých, svažitých lesích v nadmořské výšce nejčastěji od 3000 po 3800 m. Vyskytuje se na lehké písčité, střední hlinité i těžké jílovité půdě, která může být kyselá, neutrální i mírně alkalické. Může růst na plném slunci nebo v polostínů, často tvoří podrost ve světlých vysokohorských březových lesích. Upřednostňuje vlhá stanoviště.
Rostlina raší z dužnatých kořenů s nástupem jara a příchodem zimy její lodyha usychá. Kvete v červenci a srpnu, plody dozrávají v srpnu a září. Ploidie druhu je 2n = 36.

## Popis
Vytrvalá bylina s lodyhou vysokou 1,2 až 2 m rostoucí ze silného, tmavě hnědého, páchnoucího kořene dlouhého až 40 cm a hrubého do 5 cm. Lodyha vyrůstající z listové růžice je pevná, tlustá až 2 cm, jednoduchá nebo rozvětvená, chlupatá a porostlá střídavými, poměrně tenkými listy. Listy v růžici i spodní lodyžní mají křídlatý řapík dlouhý 10 až 40 cm, jsou trojúhelníkovité nebo srdčité, bývají dlouhé 20 až 50 cm a široké 10 až 30 cm, po okraji jsou nepravidelně zubaté a na vrcholu špičaté, naspodu řídce chlupaté a žlázkovitě tečkované. Výše postavené lodyžní listy mají krátké řapíky nebo jsou hluboce přisedlé, jsou dlouhé 10 až 45 cm a široké 5 až 25 cm, jsou trojhranné nebo vejčité, lysé a po obvodě nepravidelně zubaté.
Na konci lodyhy a větví vyrůstají jednotlivě nebo po dvou až pěti asi 3 cm velké úbory kulovitého tvaru podepřené drobnými, špičatým a nazpět ohnutým listeny. Zákrovní listeny vyrůstají v 7 až 10 řadách a jsou zbarvené purpurově až černě. Oboupohlavné květy úboru mají trubkovitou korunu asi 2 cm dlouhou, barvy je fialově modré nebo téměř černé. V korunní trubce jsou volné tyčinky se špičatými prašníky. Květy jsou opylovány hmyzem.
Plody jsou hnědé, podlouhle, zakřivené, bočně stlačené nažky 8 mm velké. Nažka má po stranách po jednom žebru a na vrcholu je vybavena dvojitým chmýrem 15 mm dlouhým. Rostlina se přirozeně rozšiřuje do větších vzdálenosti semeny (nažkami) roznášenými větrem, po bezprostředním okolí rozrůstáním kořene a kořenovými úlomky při erozi svažité půdy.

## Využití
Bylina je již po staletí využívána v tradiční čínské a indické medicíně. Používá se při problémech s trávicí soustavou nebo střevy, u nechutenství, odstraňuje zvrácením či průjmy, léčí játra, úplavici, dysfunkci jater, žlučníku, sleziny i slinivky, reguluje menstruací, anorexii, využívá se její protizánětlivých, protiplísňových i protinádorových vlastnosti, léčí chronickou bronchitidu i astma. Usměrňuje proudění energie čchi, je teplé povahy, eliminuje bolest a slouží jako analgetikum. Užívá se samostatně, ale pro dosažení lepších účinků se kombinuje s dalšími bylinami, je součásti mnoha tradičních čínských bylinných směsí. Ve formě vykuřovadla má smyslnou vůni a působí jako afrodisiakum, uplatnění nachází i v kosmetice.
Hlavní části, pro kterou je rostlina sbírána, je její hnědý kořen dlouhý až 40 cm, který má jednoduchý mrkvovitý tvar nebo je u vrcholu rozvětven do několika částí. Má silný sladký zápach a hořkou chuť. Sklízí se pozdě na podzim nebo počátkem jara a suší se pro pozdější využití v léčitelství, nebo je z něj za čerstva parní destilací extrahován esenciální olej zvaný "Costus Oil", který bývá používán ve vysoce kvalitních parfémech a léčebných přípravcích. Hlavními účinnými složkami kořene jsou mnohé sesquiterpenové laktony, hlavně costunolid a dehydrocostus. Tyto složité látky vykazující dosud řádně nepopsané biologické aktivity, které jsou zkoumány tamními vědeckými ústavy.

## Ohrožení
Chrpovník lopuchový je sbírán pro léčebné účinky již po tisíciletí a do nedávna se stačil přirozenou cestou obnovovat. Od poloviny 20. století je však vážně ohrožen intenzivním neregulovaným sběrem pro obchod, většina vykopaných kořenů byla oficiálně vyvážena do Číny a Japonska a vysazováním náhrady za zlikvidované rostliny se nikdo nezabýval. Jeho biotopy jsou dále ničeny výstavbou silnic a vojenských zařízení, včetně stále se rozšiřující pastvy jaků, mýcením řídkých horských lesů a stoupajícími rekreačními aktivitami. Nyní je chrpovník lopuchový zařazen do úmluvy CITES I zakazující jeho vývoz, což má nápomoci k jeho záchraně před úplným vymizením z volné přírody. V seznamu IUCN je považován za kriticky ohrožený druh (CR).